# Dassault Mirage 5
Le Dassault Mirage 5 (parfois désigné à tort Mirage V) est un avion militaire construit par le constructeur aéronautique français Dassault Aviation. Apparu en 1967 en tant que dérivé du Mirage III destiné à l'attaque au sol par temps clair, le Mirage 5 a rapidement évolué en avion multirôle, capable également de missions de reconnaissance ou de chasse/interception, suivant les versions. Les avions de la famille du Mirage 5 (qui comprend également le Mirage 50 et le IAI Nesher) ont été construits à 530 exemplaires mis en service par 11 pays différents, dont certains l'utilisent toujours en 2025.

## Conception

### Mirage 5
Le Mirage 5 est né d'une demande de l'armée de l'air israélienne, qui souhaitait un dérivé simplifié du Mirage III destiné à l'attaque au sol par temps clair. Pour répondre à ce besoin, les ingénieurs de Dassault partent du Mirage IIIC dont ils remplacent le radar de poursuite Cyrano par un radar télémétrique Aïda nettement plus petit. Le nez est redessiné (plus fin) et reçoit d'autres équipements électroniques, ce qui libère de la place dans le fuselage, derrière le poste de pilotage, permettant de placer un nouveau réservoir : le Mirage 5 emporte ainsi 32 % de carburant de plus que le Mirage III. Enfin, le réacteur Atar 9C du Mirage IIIE est installé et des points d'emport de charge sont ajoutés, la capacité en armement externe restant de 4 000 kg.
Israël passe une commande de 50 exemplaires le 7 avril 1966. Désigné initialement Mirage V, le prototype fait son vol inaugural le 19 mai 1967. Cependant, à la suite de l'attaque de l'aéroport de Beyrouth par l'armée israélienne (opération Gift, 28 décembre 1968), le gouvernement français instaure un embargo sur toutes les livraisons de matériel militaire vers ce pays dès le 6 janvier 1969. Comme la construction en série est déjà lancée, c'est finalement l'armée de l'air française qui reçoit les avions initialement destinés à Israël, à partir de 1971. Entre-temps, la désignation a été changée en Mirage 5.
En février 1968, la Belgique choisit le Mirage 5 pour remplacer ses vénérables F-84F Thundestreak et RF-84F Thunderflash. Un accord est officiellement signé en 1969 pour 106 avions, dont 103 seront construits sous licence par les sociétés SABCA et SONACA pour les cellules, et FN pour les réacteurs. Quatre escadrilles sont progressivement équipées à partir de 1970. Les Mirage 5 belges ont la particularité d'être équipés d'une crosse d'arrêt.
Dans les années 1970, Dassault enregistre de nombreuses autres commandes à l'export. Grâce à l'absence du radar de poursuite Cyrano, le Mirage 5 est en effet moins cher que le Mirage III. De plus, le constructeur a en effet compris que s'il acceptait de s'adapter aux exigences des différents utilisateurs en intégrant des équipements sur mesure, il pourrait mieux remplir son carnet de commandes. Les Mirage 5 sont donc déclinés en version biplace pour l'entraînement, en version de reconnaissance (recevant alors le nez du Mirage III R), voire en version de chasse/interception. Certaines versions se retrouvent ainsi équipées du radar de poursuite Cyrano et du radar de navigation, ce qui les rend équivalentes à un Mirage III E.
L'Égypte a été largement équipée par des commandes payées par d'autres pays :
- la Libye, qui signe un contrat pour pas moins de 110 Mirage 5 en janvier 1970, transfère immédiatement les premiers avions qu'elle reçoit à l'Égypte. Au total, une quarantaine de Mirage 5 seront ainsi fournis.
- un second lot de 32 Mirage 5 sera livré en 1974, avec un financement de l'Arabie saoudite dont les avions porteront brièvement ses cocardes.

### Mirage 50
À la fin des années 1970, Dassault met au point une version améliorée du Mirage 5 : désignée Mirage 50, elle reçoit le réacteur Atar 9K50 du Mirage F1 (environ 15 % plus puissant) et une avionique plus récente comprenant une centrale à inertie. Au choix des clients, l'avion peut recevoir soit le radar Cyrano IV du Mirage F1, soit le radar Agave du Super Étendard. Un prototype est réalisé par modification d'un Mirage III R et fait son premier vol le 15 mai 1979.
Le Mirage 50 rencontra peu de succès : le Chili acheta 16 exemplaires en 1979 et le Venezuela commanda quelques années plus tard une poignée d'avions neufs ainsi que la conversion de quelques Mirage III/Mirage 5 qu'il possédait déjà.
Le prototype du Mirage 50 sera modifié par Dassault en 1981. Il recevra des plans canards pour valider les études devant aboutir au Mirage III NG.

### Le IAI Nesher

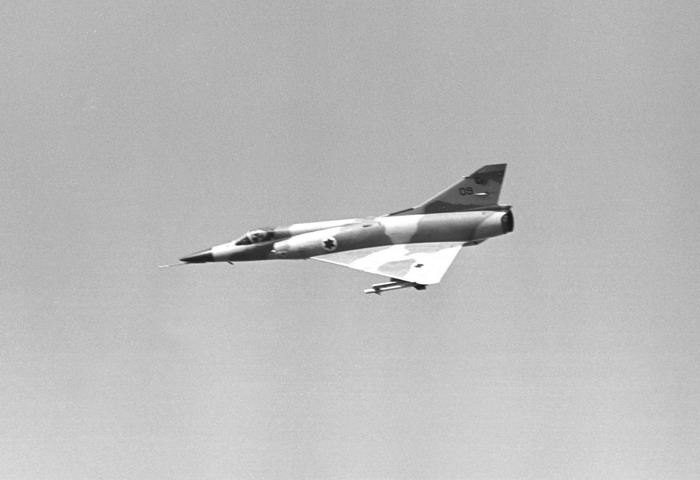
Un Nesher durant la guerre du Kippour (1973).

Malgré l'embargo français bloquant la livraison des cinquante Mirage 5 commandés par Israël, l'État hébreu assemble localement le Mirage 5 (Projet Raam A), bien qu'il ne dispose pas de licence de fabrication et encore moins des plans nécessaires pour ce faire. Il parvient à une copie conforme du Mirage 5 à l'exception du siège éjectable, d'un modèle différent, et de l'avionique, de conception israélienne.
Réalisé au tout début des années 1970, il n'a été construit qu'à 61 exemplaires, dont une partie a été revendue à l'Argentine au début des années 1980.

### Programmes de modernisation
Au début des années 1980, le Pérou modernise ses Mirage 5 en installant en particulier une perche fixe de ravitaillement en vol et un système de désignation laser. D'autres modifications comme l'ajout d'un détecteur d'alerte radar ont été probablement effectuées.
En 1986, avec l'aide de la compagnie israélienne IAI, le Chili lance un programme de modernisation de ses Mirage 50 : ajout d'un radar Elta 2001B, de plans canards et de diverses antennes, capacité à lancer des bombes guidées par laser, optimisation du réacteur. Le premier exemplaire modernisé fait son vol inaugural en octobre 1988, les avions concernés recevant alors la désignation de Pantera.
En 1988, une dizaine de Mirage 5 colombiens ont été modernisés avec l'aide de la compagnie israélienne IAI : ajout d'un radar Elta 2001B, d'une perche de ravitaillement en vol, de plans canards et de lance-leurres, modernisation du poste de pilotage, et installation d'un réacteur Atar 9C-3. Désignés Mirage 5 COAM, ils sont désormais proches des Kfir également utilisés par la Colombie.
Au début des années 1980, les Mirage 5 belges sont équipés d'un nouveau système de protection incluant un brouilleur et des lance-leurres. En 1988, la Belgique, par l'intermédiaire de son avionneur SABCA Charleroi, lance un programme désigné MIRSIP (Mirage Safety Improvement Program) qui consiste à remplacer le siège éjectable, à ajouter des plans canards fixes pour améliorer la manœuvrabilité à basse vitesse, et surtout à moderniser profondément l'avionique sous maitrise d'œuvre SAGEM. Les Mirage 5 reçoivent ainsi un télémètre laser Thomson TMV630, une centrale à inertie SAGEM UNA92 remplissant également la fonction de nouveau calculateur de navigation et d'attaque, et un nouveau viseur tête haute GEC Marconi. Pour des raisons budgétaires, seuls 20 avions sont mis à jour (quinze Mirage 5 BA et cinq Mirage 5 BD). Le premier exemplaire modernisé est livré en 1993, quelques mois à peine avant que le gouvernement ne décide du retrait de tous les Mirage de l'armée de l'air belge, de sorte qu'aucun de ces avions ne sera utilisé par la Belgique.
En 1994, le Chili se porte acquéreur des 20 Mirage 5 au standard MIRSIP complétés par SAGEM d'équipements de radio-navigation et GPS, accompagnés de 4 Mirage 5BR et un Mirage 5BD non modernisés destinés à servir de réserve en pièces de rechange. Les Mirage 5 reçoivent la désignation locale de Elkan et resteront en service jusqu'à fin décembre 2006. Cette vente a fait l'objet de soupçons de corruption et une enquête a été menée à ce titre par la justice chilienne.
Le Venezuela a modernisé ses Mirage 5 pour les rapprocher des Mirage 50 qu'il possédait également : installation du réacteur ATAR 9K50, ajout d'une perche de ravitaillement en vol et de plans canards, modernisation du système d'attaque et de tir ainsi que du poste de pilotage.
Le Pakistan a modernisé ses Mirage 5 dans le cadre d'un programme nommé ROSE (Retrofit Of Strike Element) confié à la société française SAGEM. Signé début 1996, le contrat comprenait la fourniture de 34 Mirage 5F d'occasion et 6 avions biplace (ex-armée de l'air française) dont 20 portés au standard ROSE-II - les 14 restants ayant été ultérieurement portés au standard ROSE-III - en plus des avions pakistanais modifiés. Le Pakistan a également signé un contrat de remise à niveau (maintenance) d'environ 70 Mirage 5 égyptiens en 2000 et a racheté 50 Mirage 5 libyens en 2004, uniquement pour servir de pièces de rechange.

## Variantes et opérateurs

Utilisateurs en 2015
Anciens utilisateurs

Remarque : le nombre d'exemplaires correspond aux avions livrés, il ne tient pas compte des pertes au combat ou lors d'accidents, ni des avions revendus ou stockés.
- Argentine (de 1982 à 2015[11])
  - 8 Mirage 5P achetés d'occasion au Pérou

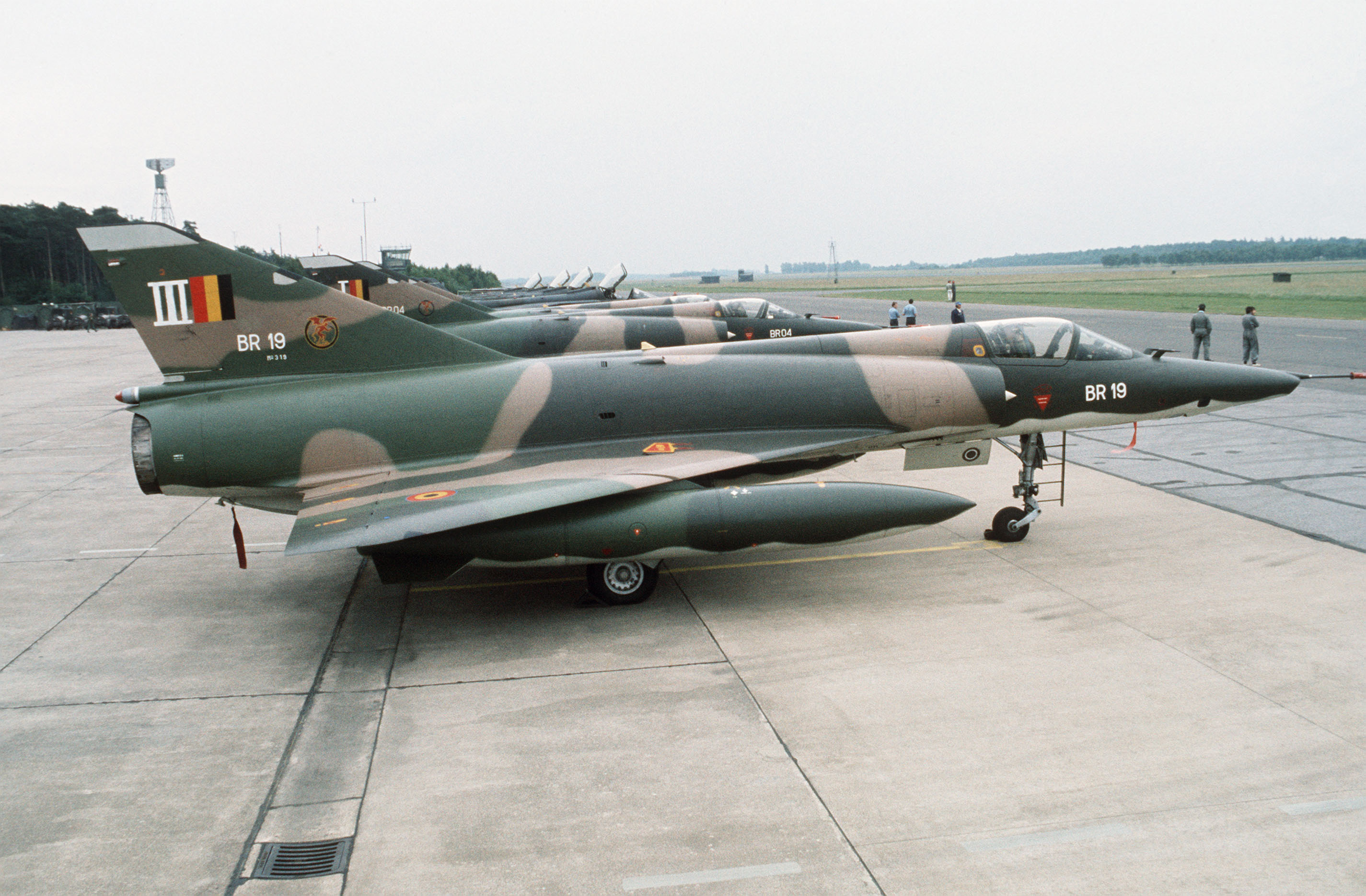
Alignement de Mirage 5 BR belge.

- Belgique (de février 1970 à janvier 1994[12])
  - Mirage 5BA : version d'attaque (63 exemplaires)
  - Mirage 5BD : version biplace d'entraînement (16 exemplaires)
  - Mirage 5BR : version de reconnaissance (27 exemplaires)

- Chili (de 1980 à 2006)
  - Mirage 50 FC : 8 exemplaires obtenus par modification d'anciens Mirage 5F français
  - Mirage 50 CH : 6 exemplaires
  - 20 Mirage 5 Elkan (avions au standard MIRSIP achetés d'occasion à la Belgique en 1994)

- Colombie (de 1972 à 2009)
  - Mirage 5 COA : version d'attaque (14 exemplaires)
  - Mirage 5 COD : version biplace d'entraînement (2 exemplaires)
  - Mirage 5 COR : version de reconnaissance (2 exemplaires)
  - Mirage 5 COAM : désignation des 10 avions modernisés

- Égypte (depuis 1972)

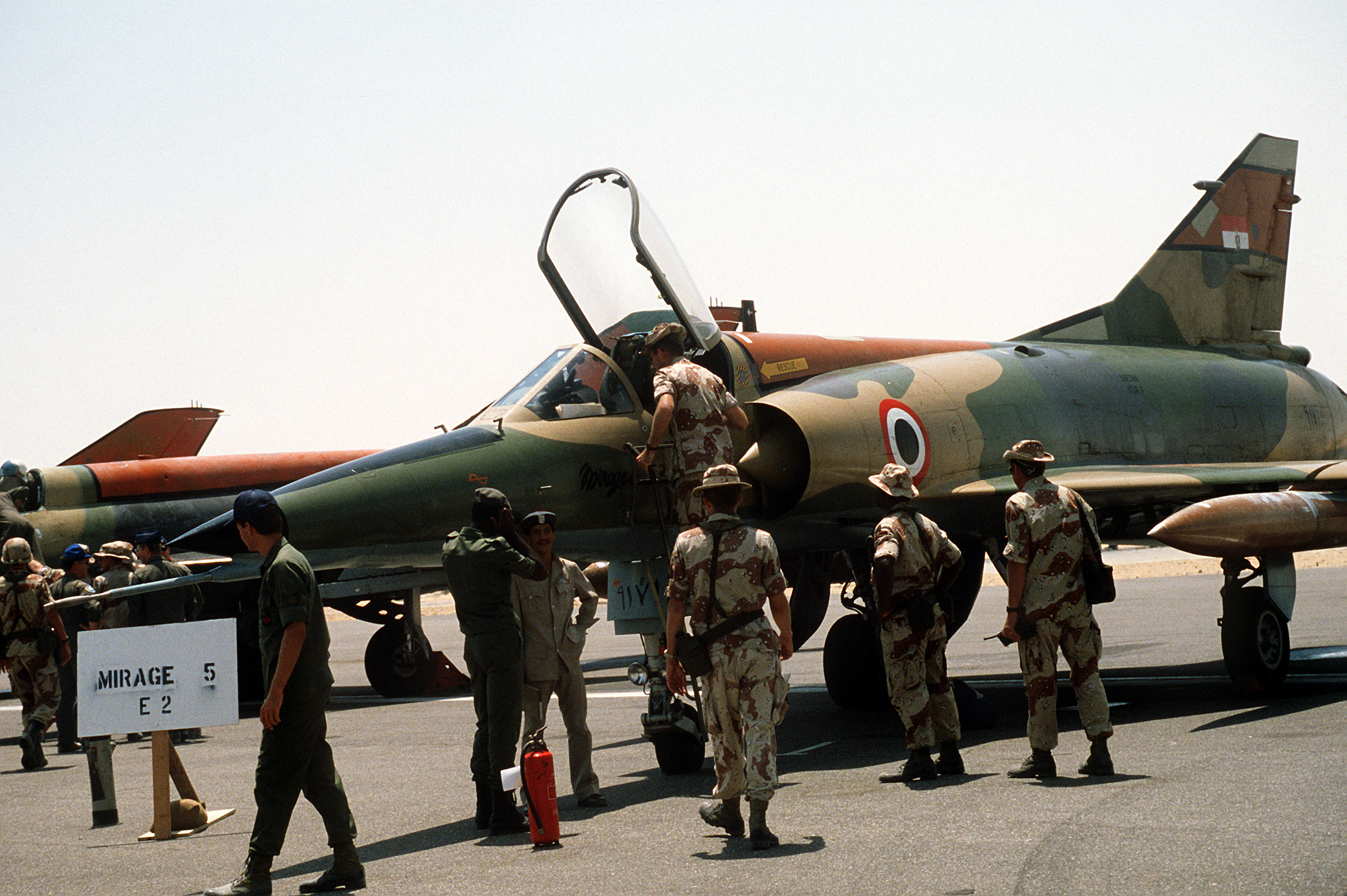
Mirage 5 égyptien en 1985.

  - Mirage 5DE : fournis par la Libye (20 exemplaires)
  - Mirage 5DD : fournis par la Libye (5 exemplaires)
  - Mirage 5D : fournis par la Libye (20 exemplaires)
  - Mirage 5 SDE : version de chasse avec radar Cyrano (32 exemplaires)
  - Mirage 5 SDR : version de reconnaissance (6 exemplaires)
  - Mirage 5E2 : Version d'attaque au sol (24 exemplaires)

- Émirats arabes unis (Abou Dabi)
  - Mirage 5 AD : version d'attaque (12 exemplaires)
  - Mirage 5 EAD : version de chasse (14 exemplaires)
  - Mirage 5 DAD : version biplace d'entraînement (3 exemplaires)
  - Mirage 5 RAD : version de reconnaissance (3 exemplaires)

- France (de 1972 à 1994)

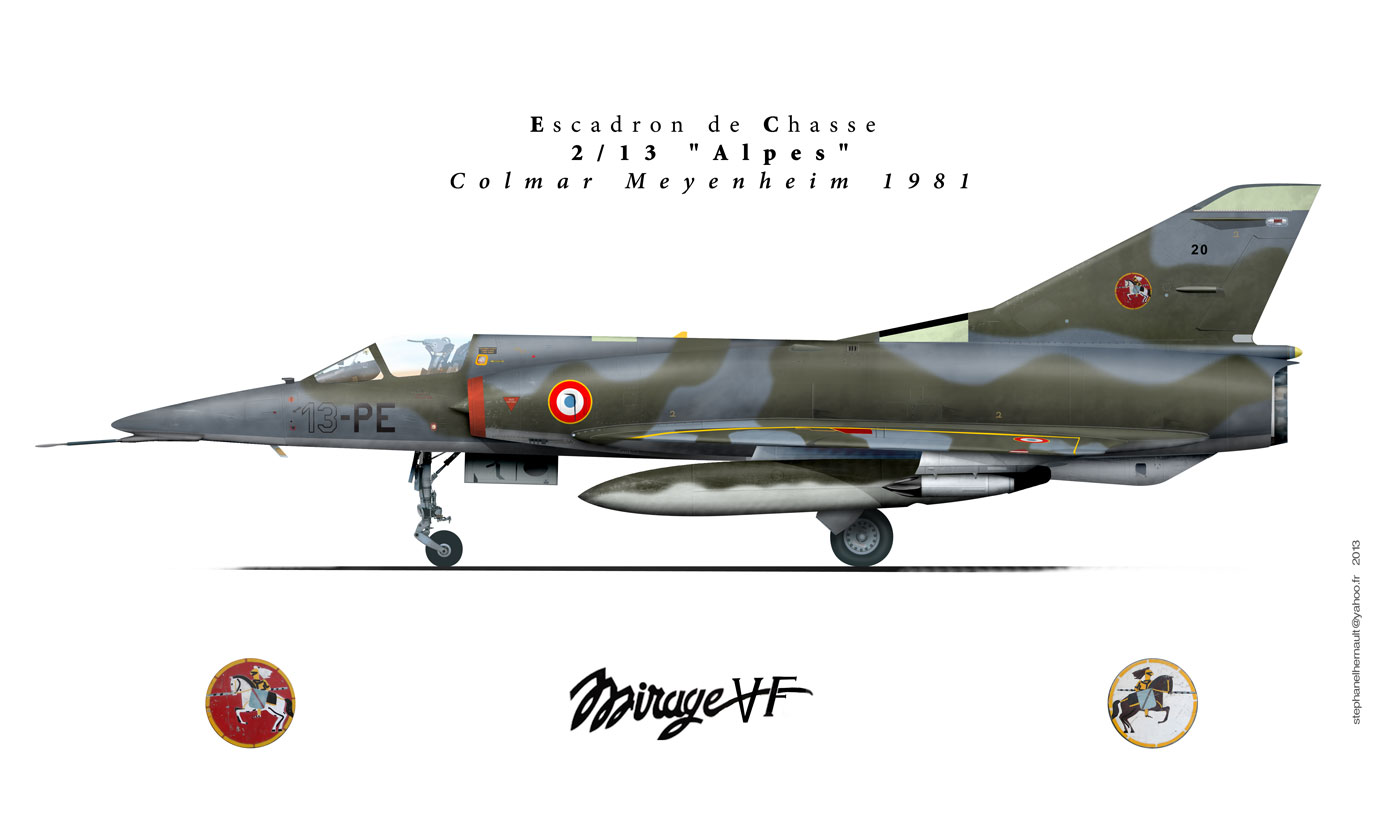
Mirage 5F.

- - Mirage 5F : version d'attaque (50 exemplaires) 8 cellules de la série seront utilisées pour honorer une commande de Mirage 50 Chiliens. Par la suite, huit nouveaux Mirage 5F seront construits en remplacement, ce qui nous ramène à 58 exemplaires. Après leur retrait de nombreux exemplaires furent revendus au Pakistan dont le numéro 44 qui s'est écrasé lors du vol de réception en 2000.

- Gabon (Armée de l'air gabonaise, de 1977 à 1993)
  - Mirage 5 G : 3 exemplaires
  - Mirage 5 G2 : 4 exemplaires
  - Mirage 5 DG : version biplace d'entraînement (4 exemplaires)

- Libye (de 1971 à 2003)
  - Mirage 5DE : version de chasse avec radar Cyrano (32 exemplaires dont 20 pour l'Égypte)
  - Mirage 5DD : version biplace d'entraînement (15 exemplaires dont 5 pour l'Égypte)
  - Mirage 5DR : version de reconnaissance (10 exemplaires)
  - Mirage 5D : version d'attaque (53 exemplaires dont 20 pour l'Égypte)

- Pakistan (depuis 1973)
  - Mirage 5 PA : version d'attaque (28 exemplaires)
  - Mirage 5 DPA : version d'entraînement (4 exemplaires)
  - Mirage 5 PA2 et PA3 : versions équipées d'un radar Cyrano ou Agave (30 exemplaires)

- Pérou (de 1970 ? à 2002)
  - Mirage 5 PA : version d'attaque (28 exemplaires)
  - Mirage 5 DP : version biplace d'entraînement (6 exemplaires)

- Un Mirage 50 DV vénézuélien. Venezuela (de 1973 à 2008)
  - Mirage 5 V : version d'attaque (10 exemplaires)

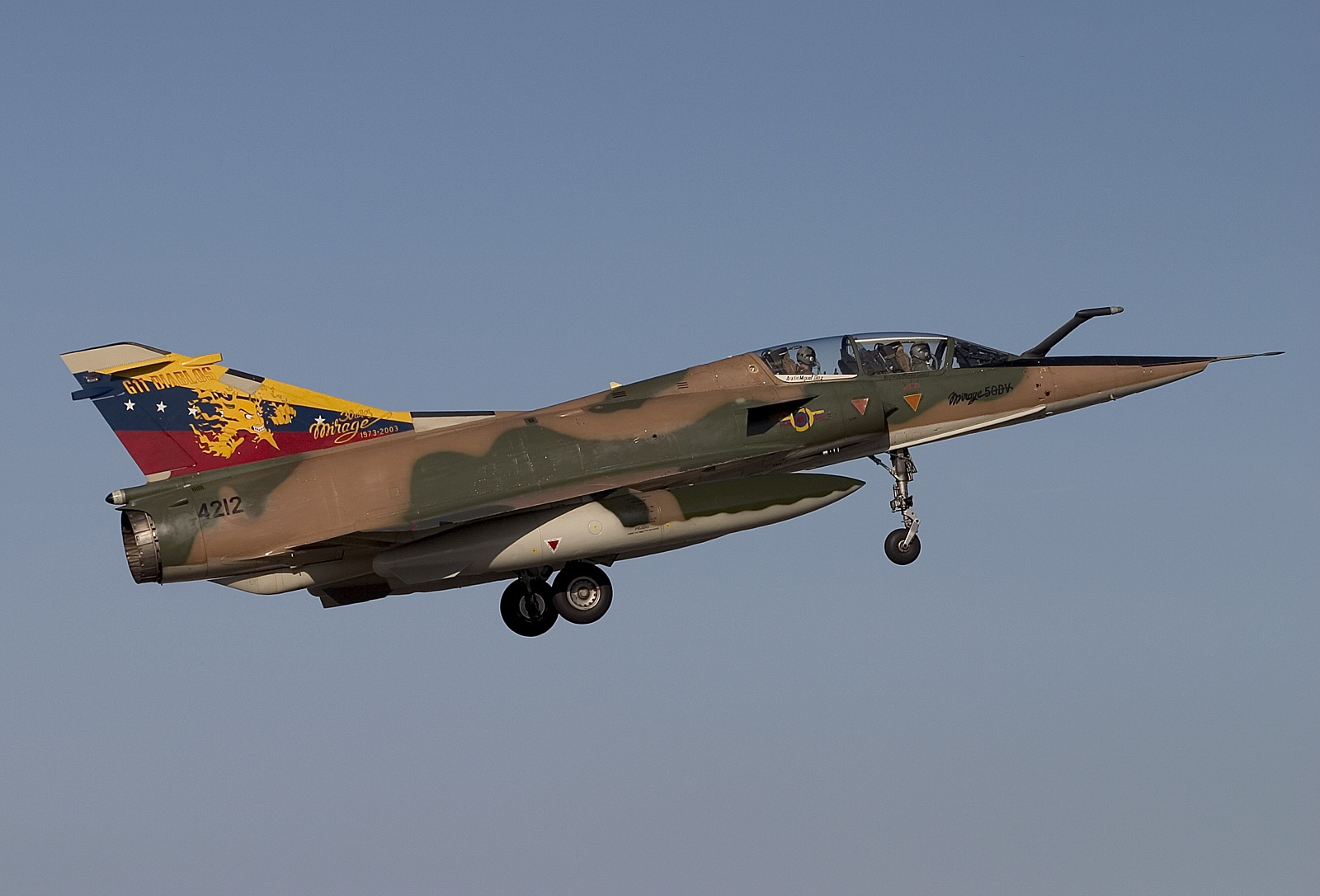
Un Mirage 50 DV vénézuélien.

  - Mirage 5 DV : version biplace d'entraînement (2 exemplaires)
  - Mirage 50 EV : version de chasse avec radar Cyrano (6 exemplaires neufs + 10 Mirage III et Mirage 5 modifiés)
  - Mirage 50 DV : version biplace d'entraînement (1 exemplaires)

- Zaïre (de 1974 à 1997)
  - Mirage 5 M : 14 exemplaires
  - Mirage 5 DM : version biplace d'entraînement (3 exemplaires)

## Engagements
Le 21 mars 1973, deux Mirage 5 de l'Armée de l'air de la Jamahiriya arabe libyenne interceptent un C-130 Hercules de renseignement d'origine électromagnétique dans le golfe de Syrte. Les pilotes libyens somment l’équipage de les suivre, mais les pilotes du C-130 réussissent à échapper à ses poursuivants qui ouvrent le feu au canon sans réussir à le toucher.
Le 21 septembre 1973, des Mirage 5 libyens mitraillent à deux reprises au canon de 30 mm la corvette Pietro De Cristofaro (F540) de la marine italienne faisant soit quatre blessés soit un mort (de ses blessures) et deux blessés.
L'Égypte engage ses Mirage 5 lors de la Guerre du Kippour en octobre 1973, où ils effectuent plusieurs missions d'attaque réussies sur des positions israéliennes. Il semble qu'une quinzaine d'appareils égyptiens aient été perdus lors de ce conflit, dont une bonne partie abattus en vol.
En juillet 1977, durant la guerre égypto-libyenne, les Mirage 5 des deux pays sont engagés. Les avions libyens ont effectué à la fois des missions d'attaque et des missions d'interception.
Le 23 mars 1980, deux Mirage 5 libyens ouvrent le feu sur un avion de patrouille maritime français Breguet Atlantic qui réussit une manœuvre évasive et échappe ainsi à ses poursuivants.
Dans les années 1980, la Libye a engagé ses Mirage 5 à chacune de ses tentatives de conquête du Tchad. Au moins deux avions auraient été perdus lors de ces opérations.
Dans les années 1980, le Zaïre aurait engagé ses Mirage 5 en Angola et également contre des insurgés dans le pays. Plusieurs avions auraient été perdus lors de ces opérations.
L’armée de l’air argentine a déployé sa flotte de IAI Dagger pendant la guerre des Malouines en 1982. Leur capacité à fonctionner comme avion d’attaque à long rayon d’action était considérablement entravée par l’absence de toute capacité de ravitaillement en vol ; même lorsqu’ils étaient équipés d’une paire de réservoirs largables de 2 000 litres pour transporter du carburant supplémentaire, les Mirage V (Daggers construits en Israël) étaient obligés de voler jusqu’à la limite absolue de leur rayon d’action afin d’atteindre la flotte britannique depuis le continent.
En février 2019, des avions de l’armée de l’air indienne ont violé l’espace aérien pakistanais et bombardé une zone boisée à Balakot. En conséquence, le Pakistan a lancé des frappes aériennes de représailles (nom de code « Opération Swift Retort ») sur des installations militaires au Cachemire sous administration indienne. Au cours des frappes aériennes, deux Dassault Mirage-5PA du 15e Escadron ont largué leurs bombes planantes H-4 SOW qui ont été guidées vers leurs cibles par des officiers des systèmes d’armes assis dans des Dassault Mirage-IIIDA via une liaison de données. L’opération a été un succès et l’avion est revenu sain et sauf a la base,,.

## Accidents

### Force aérienne argentine
- 26 novembre 1979 : crash IAI Dagger (Dassault Mirage 5), proche de Estancia Santa Lidia (Azul, BA), pilote éjecté.
- 27 octobre 1980 : crash IAI Dagger (Dassault Mirage 5).
- 16 mai 1985 : crash IAI Dagger (Dassault Mirage 5), pilote sauf.
- 12 juin 1985 : crash IAI Dagger (Dassault Mirage 5), proche de BA Tandil (TDL) (BA).
- 13 mars 1989 : crash Dassault Mirage 5P, Río Gallegos (SC), pilote sauf.
- 9 avril 1991 : percute une antenne et se pose, Paso de Las Piedras Dock (BA), pilote sauf, avion jamais réparé.
- 25 octobre 1993 : le compresseur a explosé pendant la révision IAI Dagger (Dassault Mirage 5), Córdoba.
- 31 mai 1994 : crash au décollage IAI Finger (Dassault Mirage 5), Tandi AB (BA), pilote sérieusement blessé.
- 14 juillet 1995 : crash IAI Finger (Dassault Mirage 5), BA Tandil (TDL) (BA), pilote sauf.
- 11 juin 1998 : crash Mirage 5P, proche de BA Tandil (TDL) (BA), pilote sauf.
- 8 août 2000 : collision avec des oiseaux Mirage 5P, proche de BA Tandil (TDL) (BA), pilote italien éjecté.
- 18 octobre 2000 : crash au décollage IAI Finger (Dassault Mirage 5), BA Tandil (TDL) (BA), pilote éjecté.
- 21 juin 2004 : panne de moteur à l'atterrissage, IAI Finger (Dassault Mirage 5), Río Cuarto (CD), pilote éjecté.

### Force aérienne belge
- 28 mars 1972 : Mirage 5BA (BA25), La base de Florennes étant fermée à cause de chute de neige, le Mirage tenta de se dérouter vers la base de Bitburg en Allemagne mais ne il ne l'atteignit pas avant la panne de carburant. Proche de Bitburg AB (Allemagne), pilote éjecté.
- 9 juin 1972 : Mirage 5BR (BR02), Perte de contrôle de l'appareil pendant une manœuvre d'évitement afin d'éviter un RF-4E Phantom II de la Luftwaffe. Bislich (Allemagne), pilote éjecté.
- 15 juin 1973 : Mirage 5BR (BR06), collision avec un planeur, Borkenbergen (Allemagne), pilote éjecté.
- 2 août 1973 : Mirage 5BR (BR01), crash en raison d'un feu moteur, proche de Lessines-Wannebecq, Le pilote s'éjecta à 35 000 ft (environ 10 600 m d'altitude), après une chute libre de 20 000 ft (environ 6 100 m) son parachute s'ouvrit entre 19 000 ft (~5 790 m) et 16 000 ft (~4 880 m). Après environ 15 minutes de descente, il toucha le sol près de Soignes à environ 30 km du lieu du crash.
- 6 septembre 1973 : 2 x Mirage 5BA (BA32) (BA38), collision en vol entre deux Mirage 5BA, Crête (Grèce), 2 pilotes tués
- 7 décembre 1973 : crash Mirage 5BD (BD16), proche de Liège, 2 pilotes tués.
- 1er avril 1974 : crash Mirage 5BR (BR05), Florennes, pilote éjecté ?
- 4 avril 1974 : percute une colline et s'écrase dans un champ Mirage 5BA (BA36), Nandrin, pilote tué.
- 17 avril 1975 : crash dû à un feu en vol Mirage 5BA (BA49), proche de Liège, pilote éjecté.
- 2 mai 1975 : crash sur une zone résidentielle dû à une désorientation spatiale durant un vol en formation de 4 Mirage par mauvais temps Mirage 5BA (BA29), Vechta (Allemagne), pilote et 9 personnes au sol tués.
- 15 mai 1975 : crash dû à un problème moteur Mirage 5BD (BD02), Lierneux, 2 pilotes éjectés.
- 5 juin 1975 : Mirage 5BR (BR11), Dattenhausen (Ziertheim, Allemagne).
- 15 septembre 1976 : crash durant un exercice de combat Mirage 5BA (BA14), Bertrix AB, pilote éjecté.
- 5 novembre 1975 : crash dans une forêt dû à une vrille Mirage 5BA (BA14), Orchimont, pilote éjecté ?
- 28 juin 1976 : crash dû à une panne moteur Mirage 5BA (BA47), Dikkebus, pilote éjecté.
- 10 novembre 1976 : crash dans des maisons Mirage 5BA (BA06), Philippeville.
- 10 janvier 1977 : crash Mirage 5BA (BA58), Westerschelde (Pays-Bas), pilote tué.
- 26 septembre 1977 : crash dû à une collision avec des oiseaux Mirage 5BA (BA34), proche de Rheinbach-Flamersheim (Allemagne), pilote éjecté à 600 ft.
- 24 mai 1978 : crash dû à un impact avec le sol alors qu'il évoluait dans des nuages Mirage 5BA (BA07), poche de Pondrôme, pilote tué.
- 26 avril 1979 : crash dû à un problème moteur Mirage 5BA (BA24), proche de Müschede (Allemagne), pilote éjecté.
- 2 mai 1979 : collision en vol entre 2 Mirage 5BA (BA39 et BA61), Houyet, BA61 détruit et pilote éjecté, BA39 ?
- 16 mai 1979 : crash après une extinction moteur Mirage 5BA (BA28), Schleiden (Allemagne), pilote éjecté.
- 17 mai 1979 : crash durant une approche GCA Mirage 5BD (BD089), Oreye, 2 pilotes éjectés ?
- 25 janvier 1980 : panne de moteur au démarrage, Mirage 5BA (BA35), BA Liège-Bierset.
- 1er juin 1981 : pneu éclate au décollage percute un obstacle en béton et s’enflamme, Mirage 5BA, BA Kleine Brogel AB, pilote sauf.
- 31 juillet 1981 : percute une antenne TV de 300 m de haut Mirage 5BR, proche de Dudelange (Luxembourg), pilote tué et 2 personnes tuées au sol.
- 22 septembre 1981 : désintégration en vol après ingestion d'oiseaux dans le moteur Mirage 5BA, Welkenraedt, pilote tué
- 7 octobre 1982 : crash à l'atterrissage Mirage 5BA, Flémalle, pilote tué.
- 28 septembre 1983 : crash au décollage Mirage 5BA, BA Florennes.
- 19 juin 1984 : crash au décollage après un problème moteur Mirage 5BA, Alleur, pilote tué.
- 20 août 1984 : désorientation spatiale Mirage 5BR, Revogne, pilote tué.
- 5 mai 1985 : problème moteur à l'approche, Lette 10 km de RAF station Gütersloh (Allemagne), pilote éjecté.
- 3 juillet 1985 : extinction moteur Mirage 5BD, BA Florennes, 2 pilotes éjectés.
- 21 mai 1986 : Mirage 5BD, BA Liège-Bierset.
- 25 juin 1986 : collision en vol entre 1 Mirage 5BA et avion léger MS880B (OO-NSD), proche de Kiewit - Hasselt (EBZH), pilote éjecté et les trois personnes dans l'avion de tourisme tuées[19].
- 18 septembre 1986 : crash dû à un feu, Mirage 5BA, Solenzara (Corse, France), pilote éjecté.
- 6 mars 1987 : problème moteur Mirage 5BR, Bonine, pilote éjecté.
- 10 novembre 1987 : train atterrissage droite non déployé, Comblain, 2 pilotes éjectés.
- 10 juin 1988 : panne de moteur à la suite d'un objet étranger (FOD) Mirage 5BA, Marchin, pilote sauf.
- 7 août 1988 : moteur en feu menant à une vrille fatale durant un vol de présentation Mirage 5BA, Hechtel-Sanicole, pilote tué.
- mai 1989 : Mirage 5BD.
- 18 juillet 1989 : collision avec des pigeons à l'approche Mirage 5BA, BA Liège-Bierset, pilote éjecté.
- 20 décembre 1989 : crash dû à un problème lors de l'approche IFR Mirage 5BR, Awirs, pilote éjecté mais tué.
- 29 avril 1991 : sortie de piste due à un problème de frein Mirage 5BA, BA Liège-Bierset.

### Force aérienne du Chili
- 19 juin 1989 : Mirage 50CH.
- 7 novembre 1999 : endommagé Mirage 5MA.

### Force aérienne colombienne
- 21 août 1972 : Mirage 5COA (FAC3025), crash, Palanquero AB, pilote tué.
- 13 février 1974 : Mirage 5COR (FAC3012), crash dans le Río Magdalena, Puerto Salgar, pilote éjecté.
- 20 octobre 1981 : crash Mirage 5CO, Palanquero, pilote éjecté.
- 15 juillet 1985 : CNK Mirage 5CO, pilote éjecté.
- 18 novembre 1992 : Mirage 5CO, pilote sauf.
- 7 avril 1997 : crash Mirage 5COAM, proche de Esquinas, pilote éjecté, rapporté par les rebelles comme abattu.
- 29 septembre 1998 : crash Mirage 5COAM, sud de la Colombie, pilote tué.
- 21 octobre 1999 : crash Mirage 5COAM.
- 14 août 2000 : crash Mirage 5COA.
- 15 mai 2009 : crash au décollage Mirage 5COAM, Palanquero, pilote éjecté.

### Force aérienne libyenne
- 15 mai 1973 : Mirage 5D, crash dû à une vrille incontrôlable, désert au sud de Tripoli, Pilote instructeur pakistanais éjecté, pilote libyen éjecté avec de multiples fractures aux jambes[20].

### Force aérienne pakistanaise
- 5 juillet 2000 : Mirage 5, crash, proche de Mauripur, 40 miles au nord de Masroor AB, pilote éjecté[20].
- 10 novembre 2000 : Mirage 5, crash probablement dû à une panne moteur durant un vol d'essais, proche de Merignac (France), pilote civil français éjecté[20].
- 26 avril 2001 : Mirage 5EF (96-752), crash, village de Bhakwal, (Khore, Attock district), pilote éjecté[20].
- 24 janvier 2002 : Mirage 5PA3.
- 16 novembre 2002 : Mirage 5PA (70-405), crash.
- 3 mai 2011 : Mirage 5, crash dû à un problème technique, Jhang district, pilote tué.
- 19 octobre 2011 : Mirage 5, crash dans une zone montagneuse, Uthal (Lasbela district, Balochistan), pilote tué.
- 11 mai 2012 : Mirage 5, crash, 30 km de Karachi (Balochistan), pilote éjecté.
- 12 juin 2012 : Mirage 5DD, crash, proche de Uthal (Balochistan), pilotes éjectés.
- 12 août 2012 : Mirage 5, crash dû à un problème technique, proche de Bhakkar et Thal (Punjab), pilote sauf.
- 22 novembre 2012 : Mirage 5, crash durant un entraînement de nuit, proche de Kot Shakir (Hussnainabad), pilote tué.
- 1er décembre 2014 : Mirage 5, crash dû à des problèmes technique durant un vol d'entrainement, Athara Hazari (Jhang district, Punjab), pilotes éjectés.
- 4 mars 2015 : Mirage 5, crash dû à de mauvaises conditions météo pendant un vol d'entraînement, proche de Dera Ismail Khan, 2 pilotes tués.
- 15 avril 2025 : Mirage 5DR, biplace, crash du à une panne du moteur SNECMA ATAR 9C,prés de Ratta Tibba ; les 2 membres d'équipages se sont éjectés.

### Force aérienne du Pérou
- 15 mars 1971 : Mirage 5P (188(1)), pilote éjecté.
- 9 avril 1971 : Mirage 5DP (197(1)).
- 21 juillet 1975 : Mirage 5P, pilote éjecté.
- 22 mars 1977 : Mirage 5P (101), pilote éjecté.
- 7 octobre 1983 : Mirage 5P3, pilote éjecté.
- 13 mars 1985 : Mirage 5P3 (114), pilote éjecté.
- 19 mars 1985 : Mirage 5P4 (182), pilote éjecté.
- 10 mars 1987 : Mirage 5P4 (189).
- 28 avril 1988 ?: Mirage 5, pilote éjecté.
- 18 mai 1988 : Mirage 5DP (196), 2 pilotes éjectés ?
- 10 octobre 1995 : Mirage 5P, crash au décollage, Chiclayo, pilote tué.

### Aviation nationale du Venezuela
- 30 juillet 1982 : Mirage 5V.
- 5 mai 1990 : Mirage 5DV.
- 5 avril 1993 : crash Mirage 5OV.
- 17 septembre 2004 : crash Dassault Mirage 50EV, Base Aérea Libertador - Maracay, pilote éjecté.
- 21 juin 2007 : crash Dassault Mirage 50, proche du lac Valencia près de Tacarigua Island, pilote tué.

### Forces armées zaïroises
- 7 décembre 1978 : Mirage 5M (M401) collision en vol ?
- 7 décembre 1978 : Mirage 5M + 1 (M202) collision en vol ?

### Développement lié
- Dassault Mirage III
- IAI Nesher
- IAI Kfir

### Ordre de désignation
- Mirage III - Mirage IV - Mirage 5 - Mirage F1 - Mirage G/G4/G8 - Mirage 2000 - Mirage 4000 -